# Saint-Laurent-du-Cros
Saint-Laurent-du-Cros is een gemeente in het Franse departement Hautes-Alpes (regio Provence-Alpes-Côte d'Azur) en telt 421 inwoners (1999). De plaats maakt deel uit van het arrondissement Gap.

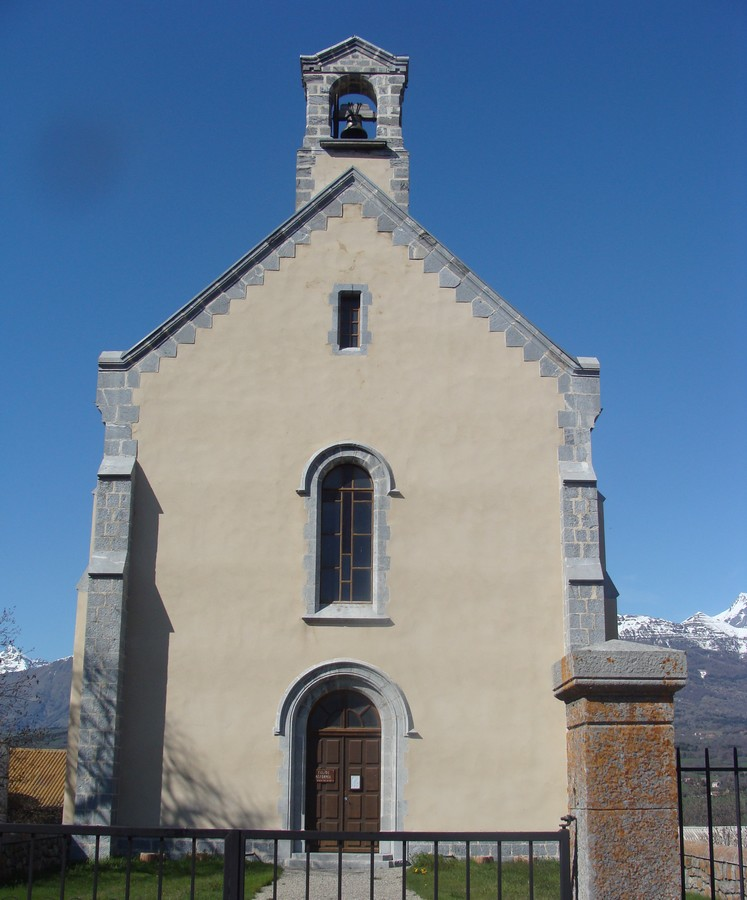
Kerk van Saint-Laurent-du-Cros
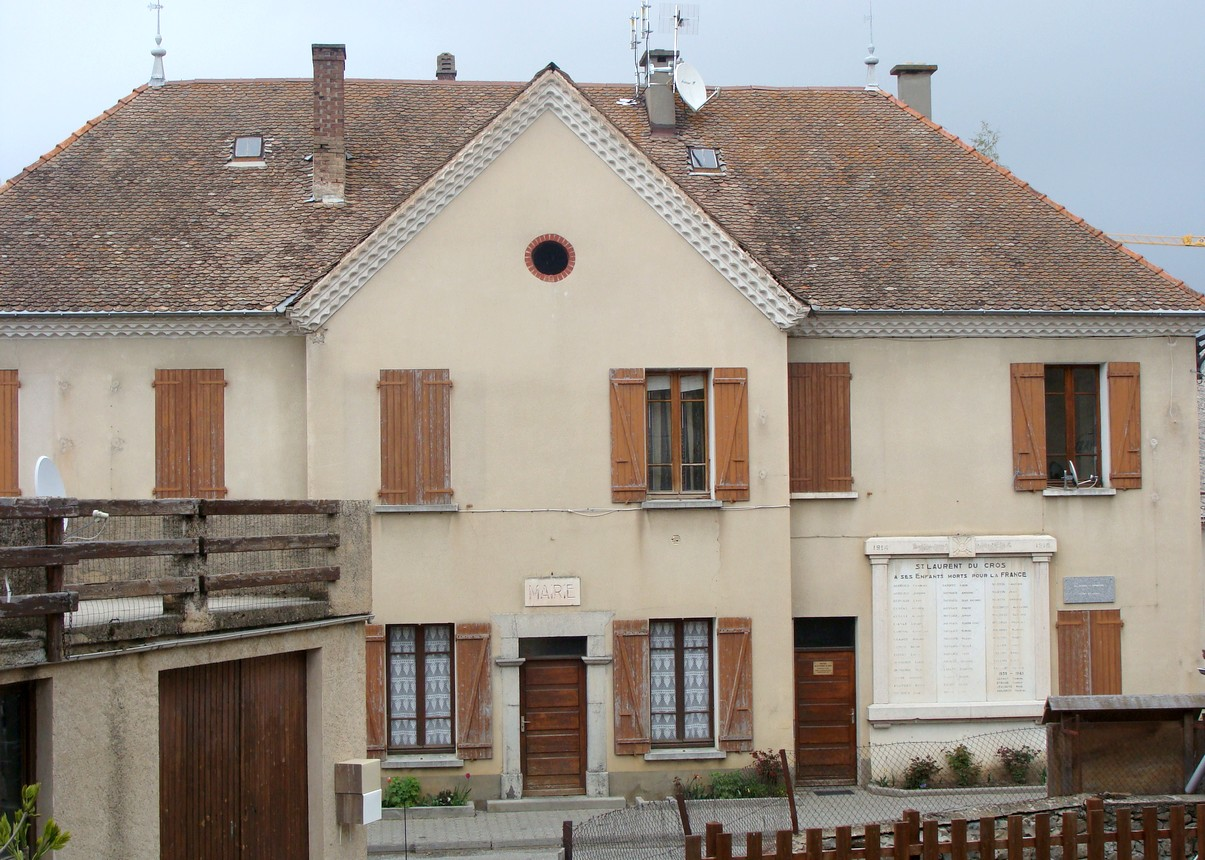
Gemeentehuis

## Geografie
De oppervlakte van Saint-Laurent-du-Cros bedraagt 12,8 km², de bevolkingsdichtheid is 32,9 inwoners per km².
De onderstaande kaart toont de ligging van Saint-Laurent-du-Cros met de belangrijkste infrastructuur en aangrenzende gemeenten.

## Demografie
Onderstaande figuur toont het verloop van het inwonertal (bron: INSEE-tellingen).
Vanwege een beveiligingsprobleem met de MediaWiki Graph-software is het momenteel niet mogelijk deze grafiek weer te geven. Zodra de software is bijgewerkt zal de grafiek vanzelf weer zichtbaar worden.